# Lepus townsendii
Il jackrabbit dalla coda bianca o lepre di prateria (Lepus townsendii Bachman, 1839) è un mammifero lagomorfo della famiglia dei Leporidi.

## Distribuzione
Con due sottospecie (Lepus townsendii campanius e Lepus townsendii townsendii) questi animali sono diffusi dal Canada centro-occidentale alla California centrale, nelle Grandi Pianure. La specie, un tempo diffusa anche nel parco nazionale di Yellowstone, è stata volontariamente estirpata per evitarne un eccessivo incremento di numero a danno della vegetazione del parco.

L'ambiente prediletto di questi animali sono le grandi aree pianeggianti, ma li si trova in qualsiasi tipo di ambiente prativo ed a volte anche nelle foreste decidue, fino ad un'altezza di 4000 m.

## Descrizione

### Dimensioni
Misura una sessantina di centimetri circa di lunghezza, per un peso di 3-4 kg.

### Aspetto
Il colore del pelo varia a seconda della stagione e dell'habitat nel quale l'animale vive: generalmente la zona dorsale presenta una colorazione che va dal giallastro al bruno-grigiastro, mentre la zona ventrale va dal biancastro al grigio. La testa e la gola hanno colorazione leggermente più scura rispetto a quella del dorso, ma si tratta di un effetto ottico dovuto alla maggiore densità di pelo su tali parti.

Nella parte più settentrionale dell'areale della specie, dove durante il periodo invernale le nevicate sono frequenti ed abbondanti, la colorazione è biancastra, con brizzolature nere o brune su testa, orecchie, zampe e quarto posteriore, mentre nelle aree più meridionali durante l'inverno solo i fianchi dell'animale divengono bianchi, mentre il resto del corpo mantiene una tinta grigio-bruna.

Come il nome comune suggerisce, la coda rimane bianca sia d'estate che d'inverno; in alcuni casi essa presenta un'area bruna alla radice.

## Biologia
Si tratta di animali notturni, che durante il giorno riposano in avvallamenti del terreno che essi stessi si scavano: tali fosse sono profonde una ventina di centimetri ed a volte vengono foderata dall'animale con steli d'erba. L'animale tende ad utilizzare sempre lo stesso rifugio e percorrere i medesimi percorsi ogni giorno, lasciando così nel tempo delle vere e proprie piste che possono essere notate sia d'estate (scie di terreno sgombro) che d'inverno (tunnel nella neve), facendo sì che la cattura di questi animali mediante trappole sia assai facile. In base all'estensione ed alle ramificazioni di queste piste, la grandezza dei territori di questi animali è stata stimata in 2-3 km².

Anche se, in rare occasioni (inverni particolarmente rigidi, presenza di fonti di cibo abbondanti), ne sono stati avvistati gruppi anche consistenti, questi animali sono fra i meno socievoli fra tutte le lepri.

Qualora percepiscano la presenza di un potenziale pericolo, essi sono soliti bloccarsi e fare affidamento sulle proprie doti mimetiche per non dare nell'occhio: se avvistati, continuano a rimanere immobili, per poi schizzare via a grandi balzi (fino a 5 m di lunghezza) se l'aggressore si avvicina troppo.

Nelle aree più aride del proprio areale, questi animali producono feci assai secche per conservare quanta più acqua possibile: inoltre utilizzano le orecchie come dispersori di calore, ed è stata osservata una ipertermia volontaria che durante le ore centrali della giornata porta la temperatura corporea di questi animali al di sopra dei 41 °C senza conseguenze.

### Alimentazione
Si tratta di animali erbivori: durante i mesi estivi, si nutrono abbondantemente (fino a 5 kg al giorno) di piante erbacee come il trifoglio, mentre con l'avvicinarsi dell'inverno la loro dieta vira verso altri tipi di piante, come l'erba medica. Durante l'inverno, spesso questi animali si intrufolano nei fienili per cercare rifugio dal freddo e cibo.

### Riproduzione
A seconda delle condizioni climatiche, la femmina può portare a termine fino a quattro gravidanze all'anno. Generalmente la stagione riproduttiva va da febbraio a luglio, con un picco delle nascite nei mesi di marzo e giugno. Durante l'estro, due o tre maschi si raggruppano attorno a ciascuna femmina e si contendono violentemente il diritto ad accoppiarsi per primi; il corteggiamento consiste nel rincorrersi dei due partner in cerchi sempre più stretti, fino a quando il maschio riesce a montare la femmina.

Ciascuna cucciolata conta una media di cinque cuccioli e nasce dopo una gestazione di un mese e mezzo circa: la femmina è solita costruire una sorta di nido foderando il proprio giaciglio con strati di erba secca e del proprio pelo. I cuccioli nascono già ricoperti di pelo e con gli occhi aperti: già un'ora dopo la nascita, essi sono in grado di muoversi piuttosto velocemente, anche se passano la maggior parte del tempo in stato di immobilità, per non venire notati da eventuali predatori. Essi vengono svezzati a due settimane di vita, ma occorrono almeno altre due settimane prima che si allontanino definitivamente dalla madre.

In questa specie, la maturità sessuale viene raggiunta attorno agli otto mesi d'età.
La speranza di vita di questi animali è di circa otto anni in cattività, ma anche in natura gli esemplari che sopravvivono al primo anno di vita hanno buone probabilità di vivere così a lungo.